# Francisco Coello de Portugal y Quesada
Francisco Coello de Portugal y Quesada (Jaén, 26 de abril de 1822-Madrid, 30 de septiembre de 1898) fue un cartógrafo y militar español. Autor de Atlas de España y sus posesiones de Ultramar, su obra cumbre, fue miembro de la Junta General de Estadística —en la que participó en la planificación de un catastro general para España—, de la Real Academia de la Historia y de la Real Sociedad Geográfica. Ostentó además el título de caballero de la Orden de San Fernando y la Gran Cruz del Mérito Militar. Fue uno de los cartógrafos más destacados de España en el siglo XIX. Se retiró del Ejército con el rango de coronel.

## Biografía

### Primeros años
Nacido en la ciudad de Jaén, en la calle que actualmente lleva su nombre. Hijo de Diego Coello de Portugal y García del Castillo y de Josefa Quesada y Vial, tuvo siete hermanos, entre ellos Diego Coello de Portugal y Quesada, que llegaría a ser embajador de España en Roma. Entre 1836 y 1839 estudió en la Academia de Ingenieros de Guadalajara, tras lo que obtendría el grado de teniente. En 1840 participó en los últimos coletazos de la Primera Guerra Carlista, en la región del Maestrazgo, del lado del general Espartero; su actuación se vería premiada con la concesión de la Cruz de San Fernando en 1841. Al acabar la guerra comenzó su colaboración como cartógrafo con Pascual Madoz. Sin embargo, esta se vio interrumpida en 1844 tras marchar Coello a Argelia como agregado militar del ejército francés, donde permanecería dos años. Se dice que pudo ser esta estancia africana la que inculcó y potenció en él su interés por la cartografía, y gracias a ella elaboró además un atlas con treinta mapas de Túnez y Argelia.

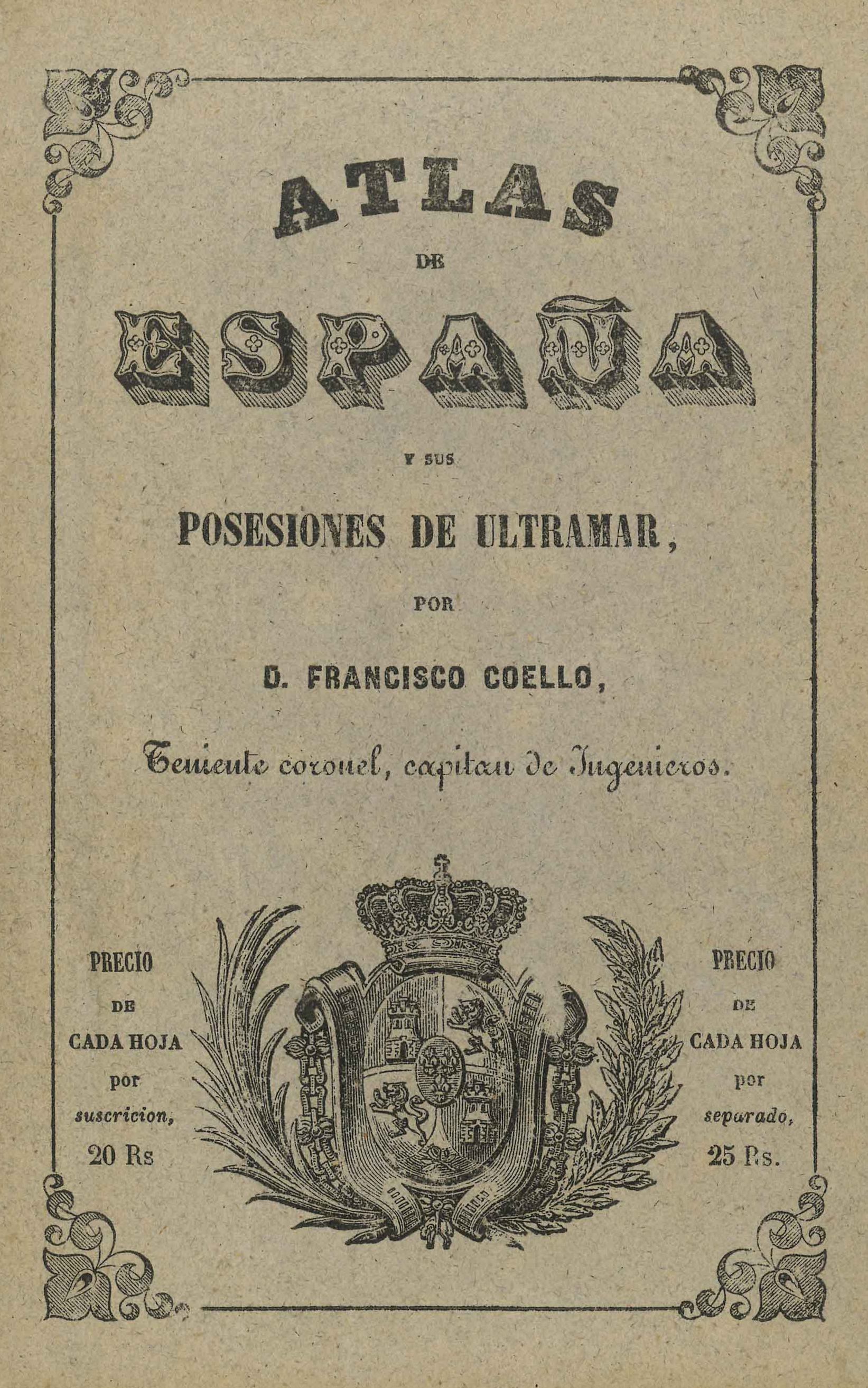
Portada del Atlas de España y sus posesiones de Ultramar, su magnum opus.

### Atlas de España y sus posesiones de Ultramar
A la vuelta de África continuó colaborando estrechamente con Pascual Madoz y su célebre Diccionario geográfico-estadístico-histórico de España y sus posesiones de Ultramar, en el que Coello se ocupaba de la cartografía, publicada en una obra aparte titulada Atlas de España y sus posesiones de Ultramar, que incluía mapas de todas las provincias de España a una escala de 1:200.000, salvo la de las islas Canarias, para la que se eligió una escala de 1:280.000. En concreto, Francisco Coello y Pascual Madoz solicitaron en 1847 al Ayuntamiento de Madrid la base cartográfica de un plano de la ciudad a escala 1:1.250, terminado de confeccionar en 1846 por los ingenieros de caminos Merlo, Gutiérrez y Ribera —proyecto dirigido por Mesonero Romanos— para añadirlo al Atlas, en el cual lo incluirían finalmente con una escala 1:5.000, en 1849. Este plano fue designado más tarde por el Ayuntamiento madrileño como «Plano Oficial de la Villa». El Atlas fue la primera obra en reflejar la nueva división territorial del país de 1833.
El formato pretendido de cada mapa provincial era de 100 x 75 cm, con un total de 65 hojas. Sin embargo, no se completó el proyecto y los mapas de once provincias quedaron sin realizarse, aunque se confeccionaron mapas del África española y de distintas posesiones de ultramar. Las hojas contaban con un mapa provincial —la base del documento—, planos pequeños a menor escala de diferentes ciudades de la provincia —dispuestos en los laterales de las hojas— y pequeñas acotaciones textuales incluidas por Madoz. El procedimiento llevado a cabo en la elaboración de los mapas consistía en el dibujo de las hojas por parte de Coello y un posterior grabado con buril sobre plancha de acero, en detrimento del uso de técnicas litográficas, las cuales sí empleó puntualmente en otras obras suyas de menor importancia. Finalmente se entintaba la placa y se procedía a la impresión en papel. La publicación de las hojas fue individual, según se iban finalizando, y tuvo lugar entre 1847 y 1870, siendo los años 1851 y 1852 los más prolíficos en cuanto a publicación de hojas, con cinco de ellas cada uno. La labor de Coello consistía en llevar a cabo un trabajo de investigación y recopilación de planos u otras fuentes y el posterior dibujo de los nuevos mapas a partir de aquellas, con muy poco trabajo de campo. La subvención gubernamental para la elaboración del Atlas se cortó definitivamente a raíz de la publicación de la primera hoja del Mapa Topográfico Nacional en 1875, por lo que el proyecto quedó a medio acabar. El Atlas de España y sus posesiones de Ultramar representa en cualquier caso un punto clave en el desarrollo de la cartografía en España y muchos años más tarde sigue teniendo un valor único para el estudio de la evolución urbana de muchas ciudades españolas, siendo incluso empleado como obra de referencia en la elaboración de proyectos urbanísticos.

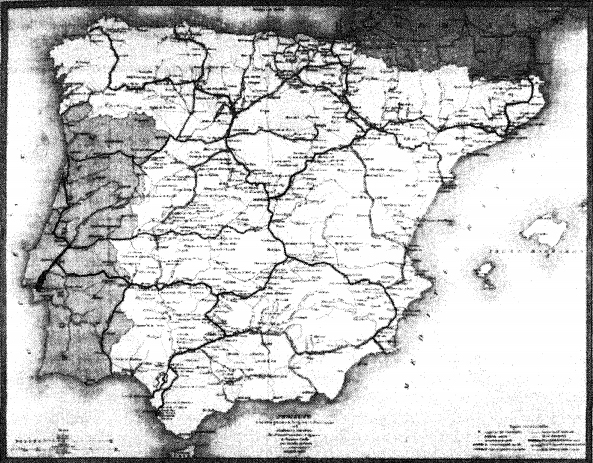
Proyecto de líneas de navegación y ferrocarril de 1855.

### Proyecto de las líneas generales de navegación y de ferrocarriles en la Península Española
El 19 de octubre de 1849, Francisco Coello se casó con Aurora Pacheco Casani, nueve años más joven que él, con quien tuvo cuatro hijos: Adolfo, Gonzalo, Carlos y Aurora. Gracias a su buena relación con Zarco del Valle, Coello consiguió acceso a los fondos del Depósito Topográfico de Ingenieros, donde encontraba material cartográfico de interés para su Atlas. En 1855 elaboró la monografía Memoria: Proyecto de las líneas generales de navegación y de ferrocarriles en la Península Española, que trazaba las directrices a seguir en el desarrollo de las infraestructuras de transporte en España y que propugnaba una concepción integral del sistema de carreteras, ferrocarriles, canales y ríos. Defendió una configuración de la red ferroviaria con componentes tanto radiales como transversales, yendo más allá de todos los planes elaborados hasta aquel entonces, cuya estructura había sido siempre radial; además creía que el desarrollo de un buen sistema de comunicaciones podía constituir un vehículo para acercar políticamente a España y Portugal, en línea con su convicción iberista.

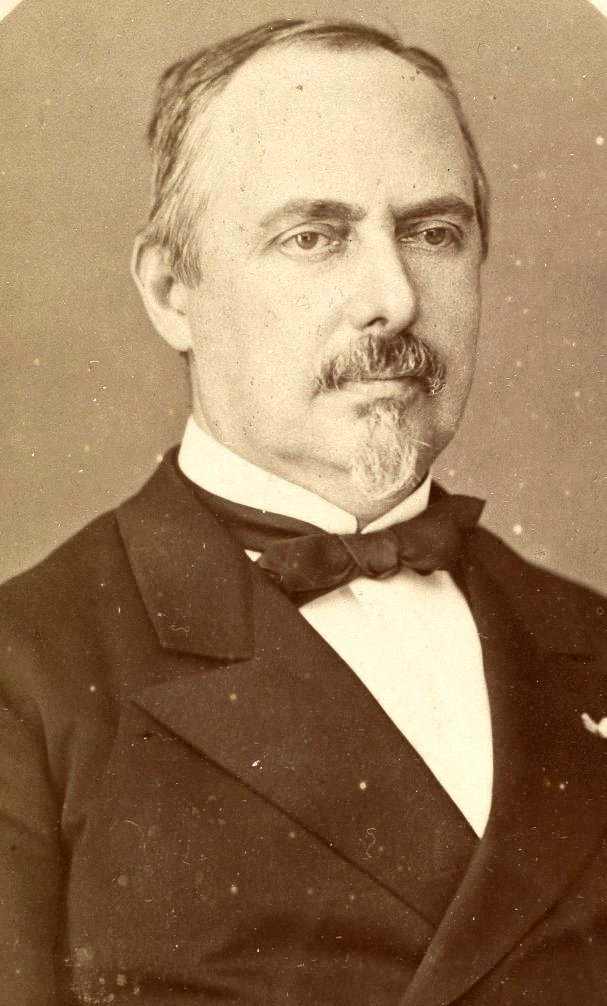
Francisco Coello, hacia 1882

### Junta General de Estadística
En abril de 1858, Coello ingresó en la Comisión de Estadística General del Reino, donde más tarde entraron a formar parte también Laureano Figuerola o el propio Madoz. Allí ejerció inicialmente como vocal y colaboró en la elaboración de un estudio con el fin de realizar en España un «Catastro Topográfico Parcelario», que sirviera de apoyo a la Hacienda pública. Esta dependía del deficiente sistema de amillaramientos, cuya información provenía de las declaraciones de los propios propietarios y era, por tanto, de veracidad dudosa. En 1859 participó en la redacción de la Ley de Medición del Territorio.
En 1861 esta comisión pasó a denominarse Junta General de Estadística, bajo dirección de Alejandro Oliván, la cual contaba con tres secciones claramente diferenciadas: la de «operaciones geográficas», la de «mapas especiales» y la de «operaciones topográfico-catastrales», encomendadas respectivamente a Francisco de Luxán, Agustín Pascual y Francisco Coello; estas tres evolucionarían cinco años después hasta la formación de la sección de Estadística y la de Operaciones Geográficas. El proyecto catastral ideado por Coello fue quizás demasiado riguroso, detallista e impracticable, por su minuciosidad y precisión; los trabajos llevados a cabo tuvieron lugar principalmente en municipios de la provincia de Madrid. La Junta General de Estadística tuvo serios problemas de financiación, por los recortes presupuestarios del Gobierno que sufrió a lo largo de la década de 1860. En 1866, con el regreso al gobierno de Narváez, se produjo otro profundo recorte a la Junta, que devendría en la dimisión forzada del geógrafo jiennense. Ese mismo año Coello solicitó además la baja definitiva en el ejército.

### Últimos años

Mapa provincial de Zamora de 1863 del Atlas de España y sus posesiones de Ultramar, escala 1:200.000.

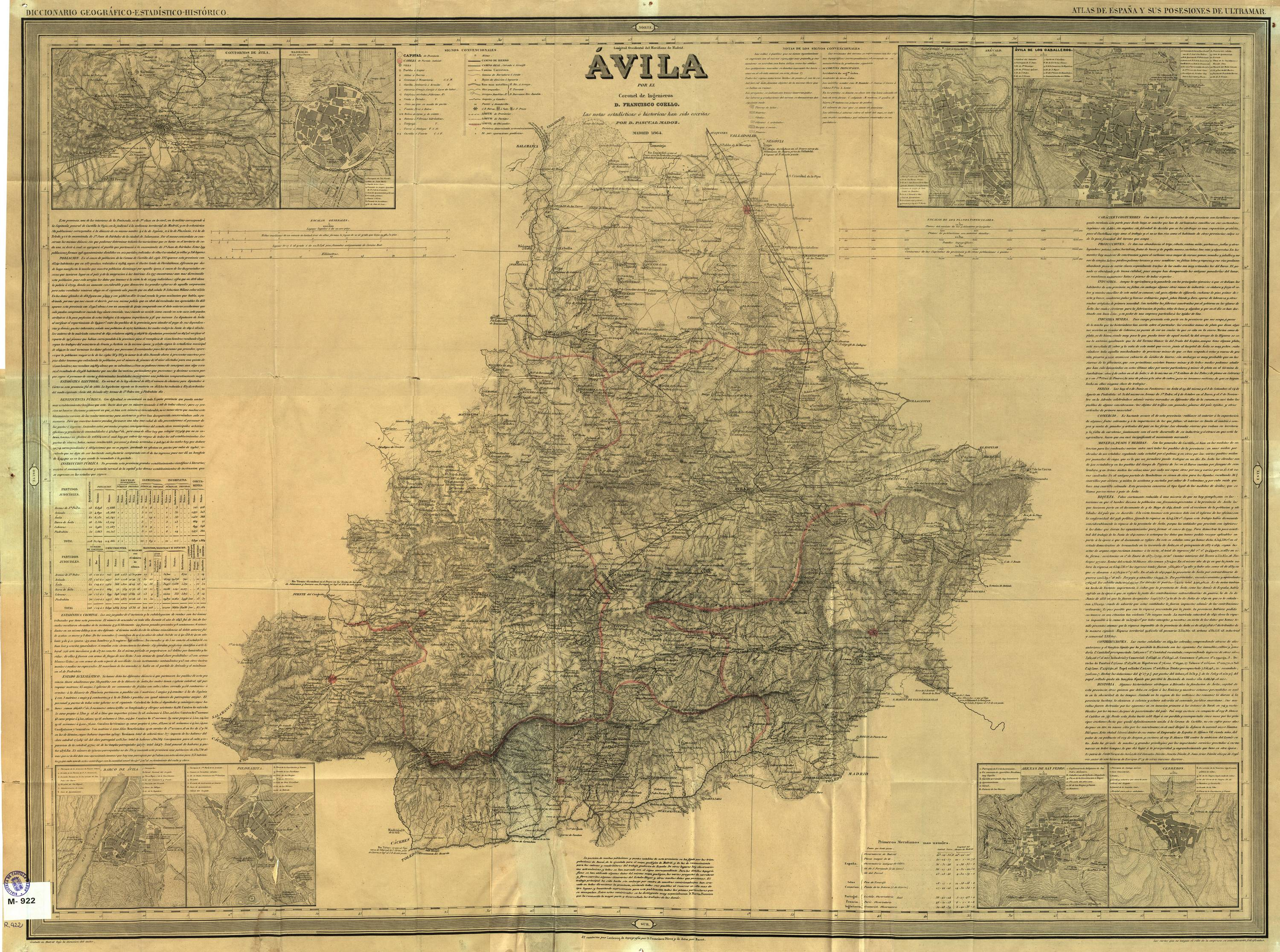
Mapa provincial de Ávila de 1864 del Atlas de España y sus posesiones de Ultramar, escala 1:200.000.

Desde 1855 Coello había sido propietario de una propiedad conocida como «Los Hervideros de Fuensanta» —en la que se incluía un balneario y adquirida en subasta pública— cerca de la localidad ciudadrealeña de Pozuelo de Calatrava. En este contexto se hicieron patentes los problemas económicos que padecía Coello ya hacia 1864, los cuales provocaron finalmente que perdiera la propiedad de la finca a causa de las deudas el 1 de enero de 1869.
El 27 de diciembre de 1874 entró a formar parte de la Real Academia de la Historia, donde ocupó la «Medalla 1» en sustitución de Francisco de Paula Quadrado. En marzo de 1876, Francisco Coello fue el principal impulsor y uno de los miembros fundadores de la Sociedad Geográfica de Madrid —más tarde Real Sociedad Geográfica—, de la que prácticamente podría considerarse primer presidente. Tenía como objetivo poner a España al mismo nivel de otros territorios y ciudades europeas como París, Berlín o Londres, que ya contaban desde la década de 1820 con sus respectivas sociedades geográficas; en este sentido el mismo Coello afirmó sentir vergüenza de que ningún español «se sentara» en la mesa presidencial del Congreso Geográfico de París de 1875. Entre los boletines que la Sociedad emitía de forma mensual se incluían planos del propio Coello.
En palabras de Rodríguez Esteban, Coello «hizo de la Sociedad Geográfica de Madrid el reflejo de sus intenciones y de su actividad, procurando en todo momento situar la labor de la Sociedad en el campo de la esfera científica, de la investigación y de la propaganda teórica». También defendió firmemente el interés que debía tener España en la ocupación de territorios en el norte de África, en concreto el «Cabo del Agua». En esta línea de africanismo cabe destacar que formó parte, junto al regeneracionista Joaquín Costa, de la Sociedad Española de Africanistas y Colonistas, fundada en 1883 y cuya creación había sido ya propuesta por Coello en 1881. También se mostró crítico con la Alemania de Bismarck por la crisis de las Carolinas en 1885. Coello ostentó el cargo de presidente honorífico de la Sociedad desde el 15 de octubre de 1878 hasta su muerte en 1898, en la calle Serrano n.º 23. Fue enterrado en el cementerio sacramental de San Justo, en una ceremonia a la que acudió Antonio Aguilar y Correa en calidad de representante de la Real Academia de la Historia, además de los generales Azcárraga, Polavieja y Chinchilla.